# Вербовое (Ахтырский район)
Вербовое (укр. Вербове) — село в Чернетчинской сельской общине Ахтырского района Сумской области Украины.
Код КОАТУУ — 5920381202. Население по переписи 2001 года составляет 149 человек.

## Географическое положение
Село Вербовое находится на берегу реки Ахтырка,
выше по течению примыкает село Высокое,
ниже по течению на расстоянии в 5 км расположен город Ахтырка.
Рядом проходит автомобильная дорога Р-46.
В 2-х км расположен Ахтырский аэродром.